# نبيل تايدر
نبيل تايدر (بالفرنسية: Nabil Taïder)‏ (مواليد 26 مايو 1983 في لافور) لاعب كرة قدم تونسي دولي يجيد اللعب في خط الوسط. يلعب حاليا لصالح نادي سيفاسبور التركي منذ 2010.
وقع مساء اليوم الثلاثاء اللاعب نبيل تايدر عقداً مع النجم الساحلي لمدة موسمين ونصف بداية من يوم 15 يناير الحالي.
وقوبلت الصفقة الجديدة بتفاعل إيجابي لدى جماهير النجم التي تعرف قيمة هذا اللاعب الفنية وتدرك قدرته على تقديم الإضافة.
تايدر القادم من نادي سيفا سبور التركي أكد سعادته باللعب في الدوري التونسي وخصوصاً مع فريق عريق في حجم النجم الساحلي المتعود على لعب الأدوار الأولى. وأكد تايدر أنه سيبذل قصارى جهده ليكون في مستوى ثقة إدارة النجم وجماهيره التي حفته باستقبال رائع .

## روابط خارجية
- نبيل تايدر على موقع الاتحاد الدولي (مؤرشف)  (الإنجليزية)
- نبيل تايدر على موقع الاتحاد الأوربي (الإنجليزية)
- نبيل تايدر على موقع اتحاد تركيا (لاعب) (الإنجليزية)
- نبيل تايدر على موقع رابطة كرة القدم الفرنسية للمحترفين (الإنجليزية)
- نبيل تايدر على موقع قاعدة بيانات كرة القدم.إي يو (الإنجليزية)
- نبيل تايدر على موقع ناشيونال فوتبول تيمز (الإنجليزية)
- نبيل تايدر على موقع Soccerway.com (الإنجليزية)
- نبيل تايدر على موقع كووورة